# Ana (film, 1982)
Pour les articles homonymes, voir Ana.
Pour plus de détails, voir Fiche technique et Distribution.
Ana est un docufiction portugais réalisé par António Reis et Margarida Cordeiro et sorti en 1982.
Ana Maria Martins Guerra, la mère de Margarida Cordeiro, y joue une version d'elle-même. Inspiré des poèmes de Rainer Maria Rilke, le long métrage se concentre sur trois générations d'une famille de Trás-os-Montes : une grand-mère, un fils scientifique qui vit en ville et passe ses vacances au village, et deux enfants (un petit-fils et une petite-fille).

## Synopsis
Tout a commencé un jour « où la neige et le vent étaient plus purs ». Ana est le nom d'une vieille femme, restée à la maison, qui se tient droite comme un emblème. Son visage est sillonné et fier, son corps lourd et digne. Ana est un peu plus qu'une grand-mère et un peu moins qu'un symbole. Ana est aussi une femme et elle tombe malade, mais elle ne se laisse pas abattre.
Le fils d'Ana, un anthropologue, donne une longue conférence sur l'histoire ancienne des radeaux en Mésopotamie. Ana est hantée par le souvenir d'une éclipse survenue il y a longtemps, qui représente la fin des choses. Pourtant, dans le récit qu'Anne fait elle-même de l'éclipse, dans un passage de la Troisième élégie de Rilke sur les rêves de fièvre primitive, une scène montre la lumière du soleil à travers un prisme dans une pièce sombre.
Vêtue d'une large cape à franges de fourrure d'hermine, Anne traverse le champ avec une élégance discrète, tandis qu'on entend le Magnificat de Bach. Vue de dos, la vieille femme prononce un nom : « Miranda ». Du sang sort de sa bouche, elle regarde ses mains rouges, sachant qu'elle va mourir. Miranda est le nom de la petite ville la plus proche et le nom d'une vache perdue qu'elle retrouve ensuite. On risque de mourir à la campagne, mais la poésie restera toujours.

## Fiche technique
- Titre original : Ana[1]
- Réalisation : António Reis et Margarida Cordeiro
- Scénario : António Reis et Margarida Cordeiro
- Photographie : Acácio de Almeida, Elso Roque
- Montage : António Reis et Margarida Cordeiro
- Musique : extraits de Johann Sebastian Bach
- Décors : António Reis et Margarida Cordeiro
- Production : Paulo Branco
- Sociétés de production : Nacional Filmes, Studios de Billancourt, Tobis Portuguesa, Fundação Calouste Gulbenkian
- Format : couleurs - 1,33:1 - Son mono - 16 mm
- Pays de production :  Portugal
- Langue de tournage : portugais
- Genre : docufiction
- Durée : 115 minutes
- Dates de sortie : 
  - Portugal : 15 septembre 1982

## Distribution
- Ana Maria Martins Guerra : Ana (mère)
  - Ana Umbelina : Ana (fille)
- Manuel Ramalho Eanes : Alexandre
- Octávio Lixa Filgueiras (pt) : le fils d'Ana
- Aurora Alfonso : Aurora
- Mariana Margarido